# 今津赤十字病院
今津赤十字病院（いまづせきじゅうじびょういん）は、日本赤十字社福岡県支部が福岡県福岡市西区今津に設置する病院。

## 診療科
- 内科
- 胃腸科
- 循環器科
- 精神科
- 神経内科
- 放射線科
- リハビリテーション科

## 医療機関の指定・認定
- 保険医療機関[1]
- 指定自立支援医療機関（精神通院医療）[1]
- 身体障害者福祉法指定医の配置されている医療機関[1]
- 精神保健指定医の配置されている医療機関[1]
- 生活保護法指定医療機関[1]
- 難病の患者に対する医療等に関する法律に基づく指定医療機関[1]
- 原子爆弾被害者一般疾病医療機関[1]
- 臨床研修病院[1]
- このほか、各種法令による指定・認定病院であるとともに、各学会の認定施設でもある。

## 交通アクセス
- JR筑肥線「今宿駅」もしくは「九大学研都市駅」下車（「九大学研都市駅」からは送迎バス運行）、昭和バス乗車「日赤入口」停留所より徒歩10分[2]